# Ayi Kushi
Ayi Kushi war von 1510 bis 1535 König der westafrikanischen Ga-Dangme. Er gilt als erster bekannter Gã Mantse der aufgezeichneten Geschichte und war sowohl ein spiritueller als auch ein politischer Führer der Ga. Er führte die Gas in ihre Heimatländer und vereinte die verschiedenen Ga-Staaten durch die seine „sieben Gebote“.

## Nachweise
1. ↑  Kings of the Ga state. Abgerufen am 29. März 2020.
2. ↑  Sixty Years of Ga Politics[1] – E. A. Ammah. In: www.ghanaweb.com. Abgerufen am 15. Februar 2020 (englisch).
3. ↑  Here's The Full List Of Ga Mantse Who Have Ruled Accra State Since 1510 To Date | How Africa News. In: howafrica.com. 14. Dezember 2017, abgerufen am 15. Februar 2020 (amerikanisches Englisch).
4. ↑  John Odike: Allow Tribal Intermarriages To Curb Xenophobia, Ethnocentrism In Africa — Igbo King Advises Youth. Abgerufen am 15. Februar 2020 (amerikanisches Englisch).
5. ↑  Michael Eli Dokosi-www blakkpepper com- ghana: King Ayi Kushi – founder of the Ga Jaku. In: BlakkPepper.com. 10. Mai 2017, abgerufen am 15. Februar 2020 (amerikanisches Englisch).

| Personendaten    | Personendaten                                     |
| ---------------- | ------------------------------------------------- |
| NAME             | Kushi, Ayi                                        |
| KURZBESCHREIBUNG | König der westafrikanischen Ga-Dangme (1510–1535) |
| GEBURTSDATUM     | 15. Jahrhundert                                   |
| STERBEDATUM      | nach 1535                                         |